# Crestwood (Missouri)
Crestwood ist eine Stadt mit dem Status „City“ im St. Louis County im US-Bundesstaat Missouri. Das U.S. Census Bureau hat bei der Volkszählung 2020 eine Einwohnerzahl von 12.404 ermittelt.

## Geographie
Die Koordinaten von Crestwood liegen bei 38°33'27" nördlicher Breite und 90°22'34" westlicher Länge.
Nach Angaben der United States Census 2010 erstreckt sich das Stadtgebiet von Crestwood über eine Fläche von 9,32 Quadratkilometer (30,60 sq mi).

## Bevölkerung
Nach der United States Census 2010 lebten in Crestwood 11.912 Menschen verteilt auf 5153 Haushalte und 3348 Familien. Die Bevölkerungsdichte betrug 1278,1 Einwohner pro Quadratkilometer (3308,9/sq mi).
Die Bevölkerung setzte sich 2010 aus 93,8 % Weißen, 1,6 % Afroamerikanern, 2,4 % Asiaten, 0,2 amerikanischen Ureinwohnern, 0,5 % aus anderen ethnischen Gruppen und 1,7 % stammten von zwei oder mehr Ethnien ab.
Von den 11.912 Einwohnern waren 20,5 % unter 18 Jahre und in 16,5 % der Haushalten lebten Menschen, die 65 Jahre oder älter waren. Das Durchschnittsalter betrug 46 Jahre und 47,1 % der Einwohner waren Männlich.

## Belege
1. ↑  Explore Census Data Total Population in Crestwood city, Missouri. Abgerufen am 2. Februar 2023.
2. ↑   United States Census
3. ↑   American Fact Finder